# Last Christmas (película)
Last Christmas (Last Christmas, en España; Last Christmas: Otra oportunidad para amar, en Hispanoamérica) es una película de comedia romántica de 2019 dirigida por Paul Feig y escrita por Bryony Kimmings y Emma Thompson, quienes coescribieron la historia con su esposo, Greg Wise. Basada en la canción del mismo nombre, e inspirada en la música de George Michael, la película está protagonizada por Emilia Clarke como una trabajadora desilusionada de una tienda de Navidad que forma una relación con un hombre misterioso (Henry Golding) y comienza a enamorarse de él; Thompson y Michelle Yeoh también protagonizan.
Last Christmas fue estrenada en cines en los Estados Unidos el 8 de noviembre de 2019 y en el Reino Unido el 15 de noviembre de 2019 por Universal Pictures. Recibió críticas mixtas de los críticos, que elogiaron las actuaciones y la química de Clarke y Golding, pero criticaron el guion y el giro de la trama. La película fue un éxito de taquilla, recaudando $121 millones en todo el mundo.

## Argumento
Katarina "Kate", una aspirante a cantante, trabaja en un callejón sin salida como duende en una tienda navideña durante todo el año en el Centro de Londres, cuyo dueño se llama a sí misma "Santa". Ella no tiene hogar después de ser expulsada por su compañera de piso. Mientras trabaja, se da cuenta de que hay un hombre afuera mirando hacia arriba. Ella habla con él y se entera de que se llama Tom.
Después de una audición de canto fallida, Kate vuelve a ver a Tom y salen a caminar, donde él la cautiva con sus observaciones inusuales de Londres. Al aislarse de su amiga más antigua, Kate se ve obligada a regresar a la casa de sus padres. Los inmigrantes croatas, su madre, Petra, sufre de depresión y su padre, un ex abogado, trabaja como conductor de un minicab ya que no puede darse el lujo de volver a capacitarse para practicar leyes en el Reino Unido. Kate se siente sofocada por su madre, que la adora mientras ignora a la hermana de Kate, Marta, una abogada exitosa.
Kate comienza a pasar más tiempo con Tom, quien monta una bicicleta y es voluntario en un refugio para personas sin hogar, del cual ella se burla inicialmente. Al buscar a Tom, quien dice que guarda su teléfono en un armario y que a menudo desaparece durante días, ella comienza a ayudar en el refugio con la esperanza de encontrarse con él, pero descubre que el personal nunca lo ha conocido.
Mientras celebraba el ascenso de Marta, Kate rechaza a Marta, una lesbiana. Luego se encuentra con Tom, quien la lleva de regreso a su departamento. Kate revela que un año antes estaba gravemente enferma y tuvo que someterse a un trasplante de corazón. Kate dice que se siente medio muerta y se pregunta si tiene el talento para triunfar. Después de abrirse a Tom, Kate intenta iniciar el sexo pero él se niega.
Después de pasar la noche con Tom, Kate comienza a dar pequeños pasos para mejorar su vida; cuidando su cuerpo, organizando a Santa con un hombre danés que ama la Navidad tanto como ella, disculpándose con Marta y su novia y cantando canciones navideñas para pedir dinero para el refugio. Después de unos días, se encuentra con Tom nuevamente, quien dice que tiene algo importante que decirle, pero ella afirma preventivamente que tiene miedo al compromiso y se aleja.
Kate continúa tratando de hacer el bien en su vida diaria. Finalmente, queriendo hacer las paces con Tom, ella regresa a su departamento solo para encontrarse con un agente inmobiliario que está llevando a cabo visitas. Después de una confusión inicial sobre quién es el propietario del apartamento, revela que el dueño anterior murió en un accidente de bicicleta la Navidad pasada y que el lugar ha estado vacante durante el proceso de legalización. Al encontrar su teléfono en el armario, Kate se da cuenta de que Tom fue el donante de órganos cuyo corazón recibió, y que todas sus interacciones fueron alucinaciones. Al ir a un pequeño jardín, que era el lugar favorito de Tom, Kate lo encuentra de nuevo donde dice que su corazón siempre le pertenecerá. El banco en el que se sentaron durante su primer viaje al jardín se revela como un banco conmemorativo para Tom.
Para Navidad, Kate organiza un espectáculo utilizando los talentos de las personas en el refugio e invitando a todos sus amigos y familiares, incluidos los recién casados Santa y Danish. Kate realiza delicadamente un solo del Wham! canción "Last Christmas" entrelazada con flashbacks de sus llamados "encuentros" con Tom, hasta que se produce la fiesta cuando se levanta el telón y la banda de artistas se une a ella. Más tarde, Kate y la familia celebran la Navidad juntos, acompañados por Alba, la novia de Marta, por primera vez.
La celebración de Navidad se desvanece y una luz brillante pasa a una escena de verano donde se ve a una Kate visiblemente más sana escribiendo en su diario en el jardín al que Tom le presentó. Sonriendo y visiblemente feliz, Kate levanta la vista, como Tom siempre aconsejaba.
Cuatro meses después, Kate lidera un recorrido a pie bajo el nombre de la compañía "Look Up", donde cuenta una historia de cómo un constructor acusó a un compañero constructor de robar su queso. Ella le pide al grupo que mire a los verdaderos culpables: algunos ratones que roban queso. Kate y el grupo miran a los culpables, sonriendo.

## Reparto
- Emilia Clarke como Kate.
- Henry Golding como Tom.
- Michelle Yeoh como Huang Qing Shin/"Santa".
- Emma Thompson como Petra.
- Lydia Leonard como Marta.
- Boris Isaković como Ivan.
- Rebecca Root como el Dr. Addis.
- Ingrid Oliver[2] como mujer policía crowley.
- Laura Evelyn como mujer policía Churchill.
- Patti LuPone como Joyce.
- Rob Delaney como director de teatro.
- Peter Serafinowicz como productor de teatro.
- Peter Mygind como "Niño".
- Amit Shah como Andy.
- Max Baldry como Ed.
- Sue Perkins como Directora del show de hielo.
- Ben Owen-Jones como Danny.

Además, Madison Ingoldsby y Lucy Miller retratan a las jóvenes Kate y Marta, respectivamente. Andrew Ridgeley, del dúo Wham!, cuya canción "Last Christmas" es instrumental para la trama, hace un cameo en la audiencia al final de la película.

## Producción
En septiembre de 2018, se informó que Emilia Clarke y Henry Golding protagonizarían una comedia romántica ambientada en Londres que tendrá lugar en Navidad, titulada Last Christmas. Paul Feig iba a dirigir, con Emma Thompson coescribiendo el guion. En octubre, se anunció que Thompson también protagonizaría, y que la película presentaría la música del fallecido cantante George Michael, incluyendo "Last Christmas", y temas inéditos. En noviembre de 2018, Michelle Yeoh se unió al elenco de la película.
Last Christmas se filmó del 26 de noviembre de 2018 a febrero de 2019. Los lugares de rodaje incluyeron Piccadilly Circus, Strand, Regent Street, Thames Embankment, Covent Garden (donde se encuentra la tienda de Navidad), West London Film Studios, iglesia parroquial de St. Marylebone y Phoenix Garden.
El 31 de octubre de 2019, Thompson y Wise publicaron una colección de ensayos personales sobre el significado de la Navidad en un libro también llamado Last Christmas. Los colaboradores incluyen a Andy Serkis, Caitlin Moran, Olivia Colman y Emily Watson. Los beneficios del libro fueron para dos organizaciones benéficas, Crisis y The Refugee Council.

### Música
La partitura musical fue compuesta por Theodore Shapiro. Back Lot Music ha lanzado la partitura de la película.
Sony Music lanzó un álbum de banda sonora oficial en CD, vinilo de dos discos y formatos digitales el 8 de noviembre de 2019. El álbum contiene 14 Wham! y canciones en solitario de George Michael, así como una canción inédita originalmente completada en 2015 titulada "This Is How (We Want You Get High)". El álbum de la banda sonora debutó en el número uno en la lista de álbumes de la banda sonora oficial del Reino Unido y en el número 11 en la lista de UK Albums Chart el 15 de noviembre de 2019. También entró en la lista de álbumes australianos en el número siete, la lista de álbumes irlandeses, donde debutó en el número 32, subiendo al número 26 la semana siguiente, y en el número 55 en el Billboard 200 de Estados Unidos.

## Estreno
En los Estados Unidos, la película se estrenará el 15 de noviembre de 2019, pero se adelantó una semana al 8 de noviembre. Fue lanzada el 15 de noviembre de 2019 en el Reino Unido.

### Versión Casera
Last Christmas fue lanzada en Digital HD desde Amazon Video e iTunes el 21 de enero de 2020, y en DVD y Blu-ray el 4 de febrero de 2020.

## Recepción

### Taquilla
Last Christmas recaudó $35.2 millones en los Estados Unidos y Canadá, y $86.4 millones en otros territorios, para un total mundial de $121.6 millones.
En los Estados Unidos y Canadá, Last Christmas se lanzó junto con Doctor Sueño, Midway y Jugando con fuego, y se proyecta que recaudará entre 13 y 19 millones de dólares de 3448 teatros en su primer fin de semana. Ganó $4.1 millones en su primer día, incluidos $575,000 de los avances de la noche del jueves. Luego debutó con $11.6 millones, terminando cuarto, detrás de sus compañeros recién llegados. En su segundo fin de semana, la película recaudó $6.7 millones, terminando quinto. La película recaudó $3 millones durante su tercer fin de semana, terminó noveno y perdió 1043 salas de cine.
En el Reino Unido debutó a £2.7 millones, de 612 cines, terminando primero.

### Crítica
En Rotten Tomatoes, la película tiene una calificación de aprobación del 46% basada en 196 reseñas, con una calificación promedio de 5.38/10. El consenso de los críticos del sitio web dice: "Los protagonistas probables, el excelente talento detrás de escena y un gancho musical intrigante no son suficientes para salvar a Last Christmas de su historia mal concebida". En Metacritic, la película tiene un promedio ponderado puntaje de 50 de 100, basado en 40 críticos, que indica "reseñas mixtas o promedio". El público encuestado por CinemaScore le dio a la película una calificación promedio de "B–" en una escala de A + a F, mientras que aquellos en PostTrak dieron es un promedio de 3 de 5 estrellas.
Owen Gleiberman de Variety le dio a la película una crítica negativa y escribió: "Es un twee, es precioso, es forzado. Y es ligero sobre el verdadero romance, tal vez porque la película en sí misma está demasiado enamorada de sí misma". John DeFore de The Hollywood Reporter lo calificó como un fallo de encendido, sin embargo, agregó que "genera algunos sentimientos cálidos por su determinación de no ser como cualquier otra cosa actualmente en circulación". Alonso Duralde de TheWrap comparó la película con un álbum de Navidad y dijo que no fue tan bueno como el mejor trabajo de Paul Feig, aunque "satisface un ansia de pudin de Navidad".
Charles Bramesco de The A.V. Club llamó a la película "un placer culpable", pero criticó el giro de la trama como predecible. Elogió a Clarke por su actuación y dijo que "ella tiene éxito en la única prueba real y significativa de la habilidad de comedia romántica, ya que nos hace querer que sea feliz".
David Fear, de Rolling Stone, describió la película como "increíblemente, sorprendentemente, monumentalmente mala. El tipo de mal que se encuentra entre encontrar un trozo de carbón en sus medias y descubrir una dolorosamente alojada en su recto".